# Raphaël Marie Ze
Pour les articles homonymes, voir Ze.
Raphaël Marie Ze, né le 4 novembre 1935 à Alangana dans la Région du Centre et mort le 6 septembre 2011 à Yaoundé, est un prélat catholique camerounais, évêque de Sangmélima de 1992 à 2008, puis évêque émérite de Sangmélima.

## Biographie
Il est ordonné prêtre le 29 avril 1962, puis, succédant à Jean-Baptiste Ama, il est nommé évêque de Sangmélima le 23 janvier 1992, charge qu'il conserve jusqu'à sa retraite le 4 décembre 2008. Christophe Zoa lui succède.